# Alive! Tour
Alive! Tour genomfördes under perioden september 1975 -mars 1976 och är det amerikanska hårdrocks-bandet KISS fjärde turné. Turnén gjordes till albumet Alive! och pågick i sju månader. Det här var första turnén där Kiss bara spelade som huvudband förutom en spelning som man öppnade för Black Sabbath. Det var sista gången Kiss spelade som förband fram till 1988. För första gången i Kiss karriär började man spela samma spellista kväll efter kväll. Snittet på antal besökare på turnén var 7 292.
Efter att Alive! blivit en sådan storsäljare så fanns det långt framskridna planer på att Kiss skulle besöka Europa 1975 men dessa planer skrotades och Kiss Europadebut fick vänta till 13 maj 1976 på Destroyer Tour. Kiss största konsert på turnén utspelade sig 30 november i Largo, Capital Centre inför 21 897 personer. Detta är en av Kiss största publiksiffror i USA någonsin.

## Övrigt
- Gene Simmons satte eld på sitt hår under sitt eldsprutarnummer i Waterbury Connecticut och Inglewood, Kalifornien den 18 december och 24 februari.
- Alive! Tour är enda gången som Kiss spelat i Hawaii.
- Alive! Tour är Kiss sjunde största turné någonsin.

## Konsertdatum
- 10.09.1975 -  Soldiers and Sailers Memorial Auditorium, Chattanooga, Tennessee
- 11.09.1975 -  Knoxville Civic Coliseum, Knoxville, Tennessee
- 12.09.1975 -  Greensboro Coliseum, Greensboro, North Carolina
- 13.09.1975 -  The Scope, Norfolk, Virginia
- 14.09.1975 -  King's College Gymnasium, Wilkes-Barre, Pennsylvania
- 21.09.1975 -  Memorial Field, Mt. Vernon, New York (inställd)
- 02.10.1975 -  Onondaga County War Memorial, Syracuse, New York
- 03.10.1975 -  Tower Theater, Upper Darby, Pennsylvania
- 04.10.1975 -  Capital Theatre, Passaic, New Jersey (två konserter)
- 05.10.1975 -  The Dome Center, Henrietta, New York
- 06.10.1975 -  Memorial Hall, Allentown, Pennsylvania
- 07.10.1975 -  Herbert Reed Field House, Kalamazoo, Michigan
- 09.10.1975 -  Cadillac Hich School Auditorium, Cadillac, Michigan
- 11.10.1975 -  Veternas Memorial Auditorium, Columbus, Ohio
- 19.10.1975 -  Orlando Sports Stadium, Orlando, Florida
- 20.10.1975 -  Bayfront Center Arena, St. Petersburg, Florida
- 22.10.1975 -  Municipal Auditorium, Birmingham, Alabama
- 26.10.1975 -  Garrett Coliseum, Montgomery, Alabama
- 30.10.1975 -  Nashville Municipal Auditorium, Nashville, Tennessee
- 01.11.1975 -  Kiel Auditorium, St. Louis, Missouri
- 03.11.1975 -  Mary E. Sawyer Auditorium, La Crosse, Wisconsin
- 06.11.1975 -  Municipal Auditorium, San Antonio, Texas
- 07.11.1975 -  McDonald Gym, Beaumont, Texas
- 08.11.1975 -  Texas Hall, Arlington, Texas
- 09.11.1975 -  Sam Houston Coliseum, Houston, Texas
- 12.11.1975 -  Sports Arena, Toledo, Ohio
- 15.11.1975 -  National Guard Armary-Rockford, Rockford, Illinois
- 16.11.1975 -  I.M.A Sports Arena, Flint, Michigan
- 17.11.1975 -  I.M.A Sports Arena, Flint, Michigan
- 18.11.1975 -  McMorran Place, Port Huron, Michigan
- 19.11.1975 -  Glacier Arena, Traverse City, Michigan (inställd)
- 21.11.1975 -  Hulman Civic University Center, Terre Haute, Indiana
- 22.11.1975 -  International Amphitheatre, Chicago, Illinois
- 23.11.1975 -  Roberts Municipal Stadium, Enasville, Indiana
- 26.11.1975 -  Veterans Memorial Field House, Huntington, West Virginia
- 27.11.1975 -  Cumberland County Memorial Arena, Fayetteville, North Carolina
- 28.11.1975 -  Asheville Civic Center, Asheville, North Carolina
- 29.11.1975 -  Charlotte Park Center Auditorium, Charlotte, North Carolina
- 30.11.1975 -  Capital Centre, Largo, Maryland
- 02.12.1975 -  Columbus Municipal Auditorium, Columbus, Georgia
- 03.12.1975 -  Dothan Civic Center, Dothan, Alabama
- 05.12.1975 -  The Omni, Atlanta, Georgia
- 06.12.1975 -  Jacksonville Veteran Memorial Coliseum, Jacksonville, Florida
- 12.12.1975 -  Onondaga County War Memorial, Syracuse, New York
- 14.12.1975 -  Orpheum Theatre, Boston, Massachusetts
- 18.12.1975 -  Palace Theatre, Waterbury, Connecticut
- 19.12.1975 -  Broome Co. Veterans Memorial Arena, Binghamton, New York
- 20.12.1975 -  Civic Arena, Pittsburgh, Pennsylvania
- 21.12.1975 -  Richmond Coliseum, Richmond, Virginia
- 26.12.1975 -  Allen Co. War Memorial Coliseum, Fort Wayne, Indiana
- 27.12.1975 -  Louisville Gardens, Louisville, Kentucky
- 28.12.1975 -  Morris Civic Auditorium, South Bend, Indiana
- 29.12.1975 -  Providence Civic Center, Providence, Rhode Island
- 31.12.1975 -  Nassau Veterans Memorial Coliseum, Uniondale, New York
- 23.01.1976 -  Erie County Fieldhouse, Erie, Pennsylvania
- 25.01.1976 -  Cobo Arena, Detroit, Michigan
- 26.01.1976 -  Cobo Arena, Detroit, Michigan
- 27.01.1976 -  Cobo Arena, Detroit, Michigan
- 30.01.1976 -  Rose Arena, Mt. Pleasant, Michigan
- 31.01.1976 -  Hara Arena & Exhibition Center, Dayton, Ohio
- 01.02.1976 -  The Coliseum, Richfield, Ohio
- 04.02.1976 -  Milwaukee Auditorium, Milwaukee, Wisconsin
- 05.02.1976 -  Dane County Expo Center Coliseum, Madison, Wisconsin
- 06.02.1976 -  St. Paul Civic Center Theatre, St. Paul, Minnesota (två konserter)
- 09.02.1976 -  Terrace Ballroom, Salt Lake City, Utah
- 11.02.1976 -  Memorial Coliseum, Portland, Oregon
- 12.02.1976 -  Spokane Coliseum, Spokane, Washington
- 13.02.1976 -  Paramount Northewest Theatre, Seattle, Washington
- 14.02.1976 -  Paramount Northewest Theatre, Seattle, Washington
- 16.02.1976 -  Harry Adams Fieldhouse, Missoula, Montana
- 23.02.1976 -  The Forum, Inglewood, Kalifornien
- 24.02.1976 -  The Forum, Inglewood, Kalifornien
- 26.02.1976 -  Swing Auditorium, San Bernardino, Kalifornien
- 27.02.1976 -  San Diego Sports Arena, San Diego, Kalifornien
- 29.02.1976 -  Neal S. Blaisdell Memorial Center Arena, Honolulu, Hawaii
- 04.03.1976 -  Civic Center Music Hall, Oklahoma City, Oklahoma
- 06.03.1976 -  Pershing Auditorium, Lincoln, Nebraska
- 08.03.1976 -  Tulsa Assembley Center, Tulsa, Oklahoma
- 11.03.1976 -  Van Braun Civic Center, Huntsville, Alabama
- 12.03.1976 -  A Warehouse, New Orleans, Louisiana
- 13.03.1976 -  Expo Hall, Mobile, Alabama
- 14.03.1976 -  Auditorium North Hall, Memphis, Tennessee
- 18.03.1976 -  Greenville Memorial Auditorium, Greenville, South Carolina (inställd)
- 21.03.1976 -  Miami Jai-Alai Fronton, Miami, Florida
- 24.03.1976 -  Philadelphia Civic Center, Philadelphia, Pennsylvania
- 25.03.1976 -  Combria County War Memorial Arena, Johnstown, Pennsylvania
- 26.03.1976 -  Fram SHow Arena, Harrisburg, Pennsylvania
- 28.03.1976 -  Springfield Civic Center, Springfield, Massachusetts

## Spellista
Under första delen av turnén spelades Got To Choose istället för C'mon and Love Me. Under andra delen av turnén tog Parasite över Ladies In Waiting. Under de sista veckorna på turnén framfördes Flaming Youth , Shout It Out Loud och Detroit rock city  från det nästkommande albumet Destroyer. 
1. Deuce
2. Strutter
3. C'mon and Love Me
4. Hotter Than Hell
5. Firehouse
6. She
7. Ladies In Waiting
8. Nothin' To Lose
9. 100, 00 Years
10. Black Diamond
11. Cold Gin
12. Rock and Roll All Night
13. Let Me Go, Rock and Roll

## Medlemmar
- Gene Simmons - sång, elbas
- Paul Stanley - sång, gitarr
- Peter Criss - trummor, sång
- Ace Frehley - gitarr